# Шоколадный фонтан

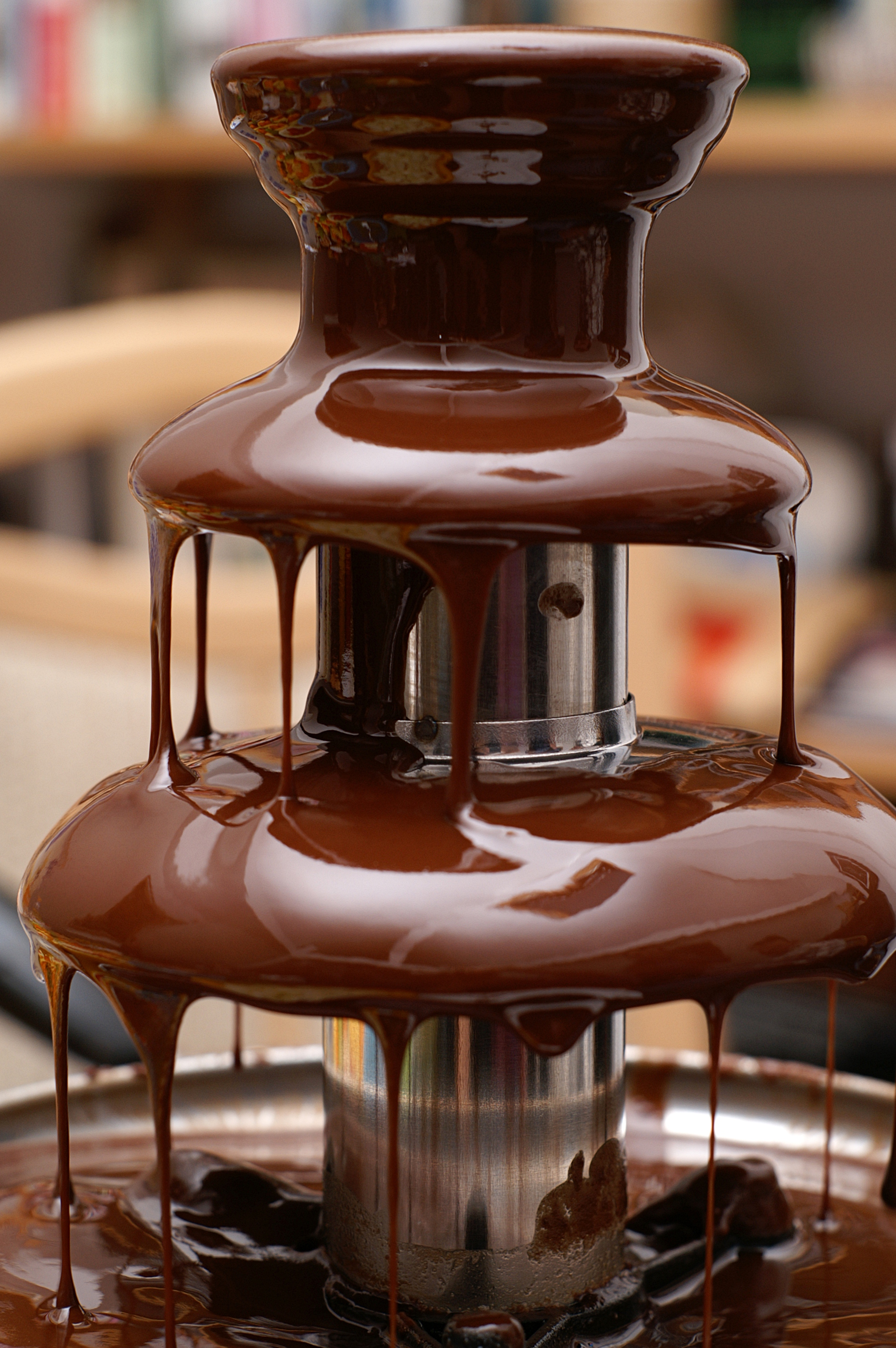
Шоколадный фонтан

Шоколадный фонтан представляет собой набор каскадов высотой от 20 до 140 см, по которым циркулирует горячий шоколад. Перед запуском в нижнюю нишу шоколадного фонтана кладут необходимое количество шоколада. Под чашей прибора располагается нагревательный элемент, поддерживающий температуру около 60° С. При этой температуре шоколад переходит в жидкое состояние. Растопленный шоколад поднимается в верхнюю чашу, откуда каскадами стекает вниз, где его температура вновь доводится до необходимой величины, и процесс повторяется снова. Температура стекающего с каскадов шоколада составляет около 40º С.
В шоколадном фонтане используется не обычный шоколад, продающийся в плитках, а специальный шоколад — с высоким содержанием какао-масел. Основное его отличие в том, что он плавится при более низкой температуре (около 35° С) и обладает меньшей вязкостью. Это необходимо для правильной работы фонтана, а также для удобства его использования с фруктами и выпечкой для создания фондю.
Существует несколько видов шоколадных фонтанов, которые отличаются друг от друга высотой (от 20 до 140 см), количеством ярусов (от трёх до семи) и массой загружаемого в них шоколада (от 1 до 15 кг).
Шоколадные фонтаны получили большую популярность на корпоративных праздниках, днях рождения, юбилеях, свадьбах и т. п.